# 面包海星
面包海星（學名：Culcita novaeguineae），又稱饅頭海星，是属于瘤海星科的一种海星。在日本分布於屋久島以南地區，腕長約10cm的海星。個體色彩多樣，體型如「饅頭」般膨脹的樣子。幼體為星形，隨著增長漸漸近於球形。